# Kallār-e Soflá
Kallār-e Soflá (persiska: Kallār-e Pā’īn, كَلّارِ پائين, كَلّارِ بازعَلی, کلار سفلی) är en ort i Iran.   Den ligger i provinsen Chahar Mahal och Bakhtiari, i den centrala delen av landet, 500 km söder om huvudstaden Teheran. Kallār-e Soflá ligger 2 005 meter över havet och antalet invånare är 214.
Terrängen runt Kallār-e Soflá är bergig västerut, men österut är den kuperad. Runt Kallār-e Soflá är det ganska glesbefolkat, med 38 invånare per kvadratkilometer. Närmaste större samhälle är Dūleh Sīb-e Rīg, 2,5 km sydväst om Kallār-e Soflá. Omgivningarna runt Kallār-e Soflá är i huvudsak ett öppet busklandskap.